# Thea Rasche
Thea Rasche, född 1899 i Unna, död 25 februari 1971 i Essen, var en tysk flygpionjär. Hon lärde sig flyga av Paul Bäumer i slutet av 1924, när Bäumer köpte sin första Flamingo 1925 passade han på att utbilda Rasche i avancerad flygning.

## Karriär
Rasche deltog från 1926 och framåt i ett flertal flyguppvisningar på egen hand eller med någon pilot från Bäumer-Aero. Under en flyguppvisning i Hamburg, skulle Bäumer genomföra en spin med Rasche ombord. På grund av flygplanets totalvikt och det lilla sidrodret övergick den vanliga manövern till en flatspin som Bäumer inte lyckades häva. Slutligen sträckte han upp båda händerna bad Rasche om förlåtelse, när flygplanet på egen hand rätade ut sig bara någon meter över marken.
På våren 1927, bara en halvtimme före vigseln, hoppade Rasche av sitt bröllop. Hennes pappa, som inte hade några högre tankar om fästmanen, gav Rasche 50 000 Mark för att hon skulle kunna fortsätta att flyga. För pengarna beställde hon en egen Flamingo som målades upp i samma färger som Udets flygplan. Hon for själv till BFW i Augsburg där Willy Stör genomförde en inflygning med henne på D-1120.
Charles Albert Levine försökte i juni 1927 intressera henne för en resa till USA, där hon skulle genomföra flyguppvisningar med Levine som manager. Hon avböjde erbjudandet. Istället flög hon till London för att på egen hand genomföra en resa till USA. Under en mellanlandning i Paris träffade hon Richard E. Byrd. På resan vidare mot London möttes hon av dåligt väder och hon tvingades styra söderut för att landa i Southampton. Där fick hon hjälp av Juan de la Cierva att montera isär flygplanet och lasta det på fartyget Leviathan. Under båtresan nåddes hon av ett telegram som talade om att Bäumer avlidit vid ett flyghaveri i Köpenhamn.
När Rasche kom till USA upptäckte hon att det inte var tillåtet att arbeta mot betalning på ett turistvisum, och de enda flygtävlingar som var öppna för henne var i Providence i Rhode Island och Worcester i Massachusetts. Under återflygningen till New York på sin födelsedag 12 augusti 1927 kunde hon inte motstå frestelsen att flyga under Albanybron. När hon var mitt under bron dog motorn och hon tvingades nödlanda i Hudsonfloden. Det visade sig senare att det inte var några mekaniska fel på motorn utan motorstoppet berodde på bränsleproblem. Hon blev erbjuden 6 000 dollar för flygplansvraket, men hon avböjde erbjudandet och hon lät istället bränna upp det. Från Tyskland beställde hon en ny Flamingo. Siemens & Halske skickade till och med över tre motormekaniker för att hjälpa henne komma igång med sitt nya flygplan. Flygplanet D-1229 (c/n 334) flög i USA utan att man målade på registreringskoden. 
Rasche tyckte inte att den nya Flamingon var lika bra som det tidigare exemplaret, varför hon sålde det till DVS-Berlin för 16 000 mark 1928. Man bytte motor på flygplanet 1929 och det blev en U-12b. Under juli och augusti 1929 genomförde Dr. Pasewald och lng. von Berg en långflygning med D-1229. De startade 1 juli på en demonstrationsflygning på uppdrag av Siemens & Halske AG. Flygplanet, som var utrustat med en Siemens & Halske Sh 12 motor, flög till Wien-Aspern, Graz-Thalerhof, Budapest, Belgrad, Bukarest, Gorno, Sofia, Thessaloniki, Aten, Brindisi, Neapel, Rom, Pisa, Milano, Saint-Raphaël, Marseille och Barcelona – en distans på 7 000 km med en flygtid på 60 timmar, hela resan tog tre veckor att genomföra. Flygpanet såldes senare till den tyska hemliga stridspilotskolan DLV.
Rasche var inte den enda kvinnliga pilot som regelbundet flög Flamingo. Bland de mer kända finns Christelmarie Schultes, Lola Schröter och Nelly Tussmars. Både Schröter och Tussmars genomförde fallskärmshopp från flygplanet vid flyguppvisningar, Tussmars landade en gång avsiktligt i Bodensjön. Vid hennes 71:a hopp 16 juni 1929, i Chur i Schweiz, slutade det med en tragedi.